# Guignen
Guignen (bretonisch: Gwinien; Gallo: Ginyen) ist eine französische Gemeinde mit 4.149 Einwohnern (Stand: 1. Januar 2022) im Département Ille-et-Vilaine in der Region Bretagne. Guignen gehört zum Arrondissement Redon und ist Teil des Kantons Guichen. Die Einwohner werden Guignennais genannt.

## Geografie
Guignen liegt etwa 26 Kilometer südlich von Rennes im Tal der Vilaine. Umgeben wird Guignen von den Nachbargemeinden Lassy im Norden, Guichen im Nordosten, Saint-Senoux im Osten, Saint-Malo-de-Phily im Südosten, Lohéac im Süden, Maure-de-Bretagne und Mernel im Südwesten, La Chapelle-Bouëxic im Westen sowie Baulon im Nordwesten.
Durch die Gemeinde führt die frühere Route nationale 177 von Redon nach Rennes.

## Geschichte
Der Ort wurde erstmals 843 urkundlich erwähnt.

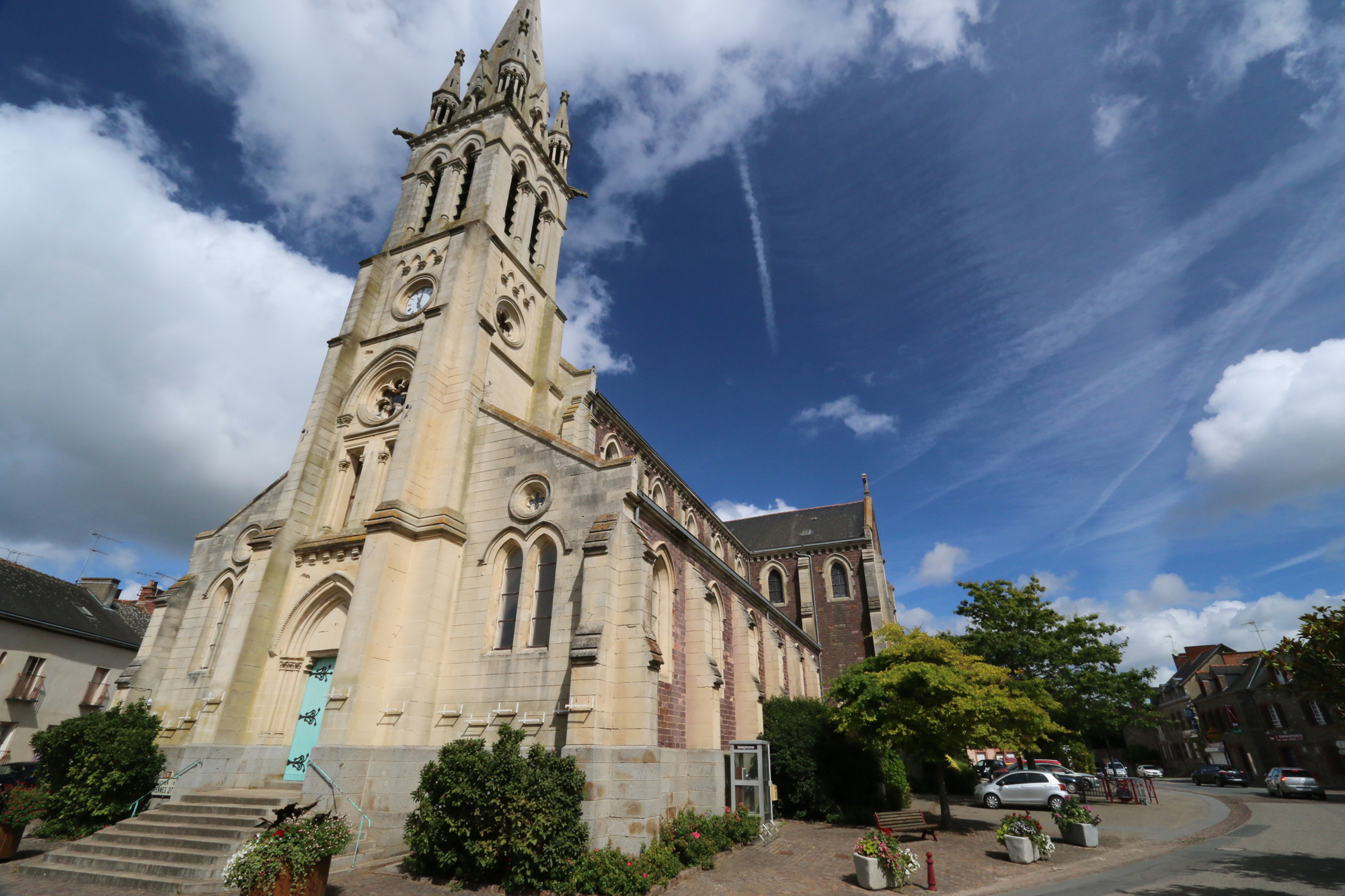
Kirche Saint-Martin

| Jahr      | 1962  | 1968  | 1975  | 1982  | 1990  | 1999  | 2006  | 2012  |
| --------- | ----- | ----- | ----- | ----- | ----- | ----- | ----- | ----- |
| Einwohner | 1.840 | 1.713 | 1.780 | 1.933 | 2.146 | 2.424 | 3.041 | 3.551 |

## Sehenswürdigkeiten
- Kirche Saint-Martin, Ende des 19. Jahrhunderts an der Stelle der romanischen Kirche aus dem 12. Jahrhundert errichtet (siehe auch: Liste der Monuments historiques in Guignen)
- Schloss Metairies, 1850 bis 1852 erbaut
- Étang de Painroux

## Gemeindepartnerschaften
Mit folgenden Gemeinden bestehen Partnerschaften:
- Milevsko, Südböhmen, Tschechien
- Skerries, County Fingal, Irland
- Villafranca de los Barros, Estrémadura, Spanien